# Botfej
Botfej (Botfei) település Romániában, Arad megyében.

## Fekvése
A Béli-hegység alatt, a Botfei patak mellett, |Borossebestől északkeletre fekvő település. Kománfalva irányából a DC 11-es úton közelíthető meg.

## Története
A faluban dák település nyomait fedezték fel.
Botfej nevét 1595-ben említette először oklevél Boyttest et Bottfeo néven. 1692-ben Boyt Fallma, 1808-ban Botfej, Botfeju néven írták.
Botfej a Nagyváradi i. sz. püspökség birtoka volt.
A 20. század elején Bihar vármegye Béli járásához tartozott.
A 17. században 42 házat és 263 lakost jegyeztek fel. 1910-ben 423 lakosából 359 román, 32 magyar, 9 német volt. Ebből 377 görögkeleti ortodox, 31 római katolikus, 9 izraelita volt.

## Leírása
A falu 2,1 kilométer hosszan a DC 11-es út mentén terül el. A 22,5 hektárnyi belterület 75%-a beépített. Az ivóvizet egyénileg épített kutak szolgáltatják, csatornázás nincs. A telefonos összeköttetés egy optikai kábelen keresztül valósul meg; digitális központ hiányában az előfizetők kiszolgálása a bélhagymási analóg központon keresztül történik. A faluban halgazdaság és malom található. Az alapfokú oktatást egy négy osztályos iskola biztosítja.

## Nevezetességek
- Görögkeleti temploma 1800-ban épült.